# La Sonora de Bruno Alberto
La Sonora de Bruno Alberto fue un grupo de rock argentino, que estuvo activo desde 1987 hasta 1994. Estuvo liderado por el baterista y cantante Daniel Wirzt. El se caracterizó por tener canciones de doble sentido y humor picaresco. Con este estilo, le dieron entrada a bandas que se influenciaron mezclando humor con rock como: Los Auténticos Decadentes, Kapanga y Los Caligaris. Las letras pícaras y las constantes referencias al tema del sexo, fueron la marca registrada de la banda.

## Historia

### Pérez Troika: Álbum debut, éxito y controversia
La Sonora de Bruno Alberto se formó en 1987, alrededor de la figura del baterista Daniel Wirtz, hermano mayor del reconocido cantautor, mimo y actor de televisión Manuel Wirtz. El álbum debut de la banda, fue editado en el año 1988, bajo el nombre de Perez-Troika; cuyo nombre refiere en broma, a la famosa reforma económica interna de la hoy desaparecida Unión Soviética: la Perestroika; creada por Mijaíl Gorbachov en ese mismo año. Este material fue editado por el sello EMI y contenía temas como «Tú tienes que entregármelo»,  «Yo llevo la pala»,  «El play boy de la grasada total» y  «Tirá la goma» (referencia al famoso concepto de doble sentido al acto de felación muy popular en Argentina).

Es que la goma tiene un momento para actuar,
luego se cae y otra vez la tenés que inflar.
Y si esto pasa no te debes preocupar,
hasta que llegue el momento de acabar.
Fragmento de  «Tirá la goma».

Otro ejemplo de lo anterior se da en el hit «Tú tienes que entregármelo», en donde el cantante le reclama a una mujer que entregue, para culminar confesando que lamentablemente no se pudo comer el pavito. Esta canción fue la primera que tuvo su primer videoclip promocional que debido al contenido no solo de la letra si también de las imágenes, hicieron que los censores lo sacaran de circulación.

### Nada parecido: Censura del COMFER
El siguiente trabajo discográfico del grupo fue llamado bajo con el título de Nada parecido que fue grabado en los Estudios Panda entre julio y agosto de 1989. Este álbum fue, a diferencia de su predecesor, todo un fracaso. El disco cargado de letras irónicas y graciosas se caracterizaba por un contenido muy sexual dado que sus temas aludían constantemente al sexo. Esto resultó en la prohibición de mismo por parte del COMFER. Canciones como «La chancha peluda», «Venía a bailar y gozar» y por sobre todo «Virgen lechuza cascoteada», hacían referencias constantemente al sexo. La placa contenía una versión alternativa de la canción popular mexicana «La cucaracha»; cuyo estribillo repetía:

La cucaracha, la cucaracha...
ya no puede caminar.
Porque no tiene,
porque le falta,
marihuana que fumar.
Fragmento de «La cucaracha»

Además contiene un rap cómico y hasta un cuarteto dedicado a todos los cuarteteros que tocan como La Mona Jiménez.

### Cuando debuté: Y ahora, y ahora... se me hunde la canoa...
Debido a las fuertes letras de Wirzt en sus canciones; eran censurados constantemente. Sin embargo los años pasaron y el COMFER se olvidó de ellos, al tiempo que el grupo volvió a tocar. Para cuando el conductor de televisión, Marcelo Tinelli, decidió contratarlos para convertirse en la banda estable de su programa Ritmo de la noche, la banda había editado su tercer disco; titulado Cuando debuté; que fue lanzado por el sello Music Hall en el año 1991. De este disco sobresale la canción «La Canoa», uno de sus temas más famosos; cuya melodía se suele utilizar en muchas hinchadas de fútbol de la Argentina.

### Amor privatizado y separación
La banda se disolvió en 1994, dos años después de editar su cuarto álbum Amor privatizado grabado y editado bajo el sello Columbia en el año 1992. El tema principal fue la balada «Enamorado de ti». Daniel Wirtz graba en 1995 Marinero bajo el nombre de Bruno Alberto, pero el disco no obtiene reconocimiento alguno. Luego de la separación de la banda, Wirzt formó parte del grupo de Luis Alberto Spinetta, Spinetta y los socios del desierto en ese mismo año, junto también al bajista Marcelo Torres.
El 1 de febrero de 2008, Daniel Wirzt falleció víctima de un cáncer de cerebro.

## Integrantes originales
- Daniel Tuerto Wirzt: Voz, Batería y Timbales (†)
- César Silva: Guitarra
- Claudio Cicerchia: Bajo
- Diego De Pietri: Teclados
- Juan Lovaglio: Saxofón
- Jorge Araujo: Batería

## Discografía
| Año  | Nombre del álbum | Discográfica |
| ---- | ---------------- | ------------ |
| 1988 | Perez-Troika     | EMI Odeon    |
| 1989 | Nada parecido    | EMI Odeon    |
| 1991 | Cuando debuté    | Music Hall   |
| 1992 | Amor privatizado | Sony Music   |